# Bitwa pod Biernikami
Bitwa pod Biernikami – walki polskiej grupy mjr. Michała Pakosza z sowieckim 50 pułkiem strzelców w okresie przygotowania do ofensywy jesiennej wojsk polskich w czasie wojny polsko-bolszewickiej.

## Sytuacja ogólna
Realizując w drugiej połowie sierpnia 1920 operację warszawską, wojska polskie powstrzymały armie Frontu Zachodniego Michaiła Tuchaczewskiego. 1 Armia gen. Franciszka Latinika zatrzymała sowieckie natarcie na przedmościu warszawskim, 5 Armia gen. Władysława Sikorskiego podjęła działania ofensywne nad Wkrą, a ostateczny cios sowieckim armiom zadał marszałek Józef Piłsudski wyprowadzając uderzenie znad Wieprza. Zmieniło to radykalnie losy wojny. Od tego momentu Wojsko Polskie było w permanentnej ofensywie.
Po wielkiej bitwie nad Wisłą północny odcinek frontu polsko-sowieckiego zatrzymał się na zachód od linii Niemen – Szczara. Na froncie panował względny spokój, a obie strony reorganizowały swoje oddziały.
Wojska Frontu Zachodniego odtworzyły ciągłą linię frontu już 27 sierpnia. Obsadziły one rubież Dąbrówka – Odelsk – Krynki – Grodno – Grodek Kamieniec Litewski.
Stąd Tuchaczewski zamierzał w przeprowadzić koncentryczne natarcie na Białystok i Brześć, by dalej ruszyć na Lublin. Uderzenie pomocnicze na południu miała wykonać między innymi 1 Armia Konna Siemiona Budionnego.
Reorganizując siły, Naczelne Dowództwo Wojska Polskiego zlikwidowało dowództwa frontów i rozformowało 1. i 5. Armię. Na froncie przeciwsowieckim rozwinięte zostały 2., 3., 4. i 6. Armie.
W pierwszych dniach września lewemu skrzydłu polskiej 2 Armii gen. Edwarda Śmigłego-Rydza zagroziły nacierające na Augustów wojska litewskie. Dowództwo 2 Armii przed przystąpieniem do decydujących walk z Litwinami postanowiło wypadami osłabić odtwarzające zdolność bojową jednostki Armii Czerwonej.

## Walki pod Biernikami
Realizując plany wznowienia operacji zaczepnej, Sowieci koncentrowali swoje dywizje do uderzenia na Białystok. Polacy czynili starania, by plany te znacząco ograniczyć.
7 września dowódca I Brygady Piechoty Legionów zorganizował grupę wypadową w składzie 1 pułk piechoty Legionów i 2 bateria 1 pułku artylerii polowej Legionów. Grupa wypadowa uderzyła z powodzeniem na Kuźnicę.
Po udanym wypadzie na Kuźnicę dowódca 1 pułku piechoty Legionów ppłk Jan Kruszewski zorganizował kolejną grupę. W jej skład weszły I i III bataliony 1 pułku piechoty Legionów i 3 bateria 1 pułku artylerii polowej Legionów. W sumie grupa liczyła 1052 żołnierzy, a wyposażona była w 36 ckm-ów i 4 działa. Dowódca grupy mianowany został mjr Michał Pakosz, a jej zadaniem było uderzyć na Bierniki i Staworowo w celu rozbicia sowieckiego 50 pułku strzelców i innych sił gromadzących się przed frontem 1 Dywizji Piechoty Legionów.
W nocy z 12 na 13 września grupa wypadowa mjr. Pakosza ruszyła z Sidry na Bierniki. O świcie 3 i 4 kompanie uderzyły na miejscowość od północnego wschodu i rozbiły zaskoczony I batalion 50 pułku strzelców. Następnie kolumna przez Pohorany, obeszła od północnego wschodu Staworowo i około 8.00 uderzyła na stacjonujący we wsi II batalion 50 ps. Atak zaskoczył Sowietów, a krótka wymiana strzałów zakończyła się ich bezładną ucieczką.
Po walce grupa mjr. Pakosza, prowadząc kolumnę jeńców, wróciła do Sidory. Po drodze, przy folwarku Aulus, odparła atak oddziału sowieckiej kawalerii.

## Bilans walk
Wypad na Bierniki zakończył się sukcesem pododdziałów 1 pułku piechoty Legionów. Straty polskie to czterech rannych i pięciu zaginionych. 50 pułk strzelców stracił kilkudziesięciu rannych i zabitych, 335 jeńców i 10 ckm-ów.